# Hậu Thục
Hậu Thục (chữ Hán: 後蜀) là một trong 10 quốc gia thời Ngũ đại Thập quốc trong lịch sử Trung Quốc, tồn tại từ năm 934 đến năm 965. Quốc gia này đóng tại vùng Tứ Xuyên ngày nay với kinh đô là Thành Đô.

## Thành lập
Nước Tiền Thục của họ Vương bị nhà Hậu Đường thôn tính năm 925. Mạnh Tri Tường là một trong các tướng lĩnh Hậu Đường lĩnh nhiệm vụ đi chinh phục Tiền Thục. Ông được Đường Trang Tông (Lý Tồn Úc) phong làm Nam Tứ Xuyên, Thành Đô quân Tiết độ sứ, quản lý vùng đất thuộc Tiền Thục cũ.
Khi Hậu Đường Minh Tông Lý Tự Nguyên lên ngôi (926), Mạnh Trí Tường mưu phản Hậu Đường. Hậu Đường Minh Tông bị sự đe dọa của người Khiết Đan phía bắc nên phải vỗ về Tri Tường bằng cách phong ông làm Thục Vương.
Năm 933, Hậu Đường Minh Tông mất, nhà Hậu Đường suy yếu do mâu thuẫn nội bộ, Tri Tường quyết chí cát cứ, tự xưng làm Hoàng đế, chính thức lập ra nước Hậu Thục.

## Lãnh thổ
Nước Hậu Thục kiểm soát vùng đất tương tự nước Tiền Thục trước đây, bao gồm phần lớn Tứ Xuyên, phía nam Cam Túc, Thiểm Tây, phía tây Hồ Bắc và toàn bộ Trùng Khánh ngày nay. Cũng như Tiền Thục, Hậu Thục đóng đô ở Thành Đô.

## Suy vong
Mạnh Tri Tường lập quốc không lâu đã qua đời. Con ông Mạnh Sưởng lên thay. Mạnh Sưởng cai trị quốc gia được 30 năm thì nước Hậu Thục bị nhà Tống tiêu diệt vào năm 965.

## Các vua Hậu Thục
| Miếu hiệu 廟號 | Thụy hiệu 諡號                                                      | Tên riêng             | Thời gian cai trị | Niên hiệu 年號                                 |
| -------------- | ------------------------------------------------------------------- | --------------------- | ----------------- | ---------------------------------------------- |
|                |                                                                     |                       |                   |                                                |
| Cao Tổ 高祖    | Văn Vũ Thánh Đức Anh Liệt Minh Hiếu hoàng đế (文武聖德英烈明孝皇帝) | Mạnh Tri Tường 孟知祥 | 934               | Minh Đức 明德 934                              |
| Hậu Chủ 後主   | Duệ Văn Anh Vũ Nhân Thánh Minh Hiếu hoàng đế (睿文英武仁圣明孝皇帝) | Mạnh Sưởng 孟昶       | 934-965           | Minh Đức 明德 934-938 Quảng Chính 廣政 938-965 |